# Polenšak
Polenšak je razloženo slemensko naselje vaškega značaja z urbaniziranim središčem, nahaja se na jugu osrednjega dela Slovenskih goric. 

Naselje je manjše krajevno središče v Občini Dornava, s šolo, trgovino in župnijsko cerkvijo. Na severu sta slemenska zaselka Ilošak in Kamenšak. Iz smeri Ptuja in Dornave skozi Polenšak vodi lokalna cesta preko Bratislavcev do Svetega Tomaža in naprej do Ljutomera.
Lokalno turistično društvo poleg ostalih prireditev vsako poletje organizira in vodi tradicionalni »Praznik žetve«, z razstavo kruha in pogač.